# 布里斯托尔圣殿草地站
布里斯托尔圣殿草地站（英語：Bristol Temple Meads railway station）是英國的一座火車站，位於布里斯托爾，是布里斯托爾最古老和最大的火車站。此站是布里斯托爾重要的教堂樞紐。火車站在1840年8月31日開始營業。布里斯托尔圣殿草地站是19個直接由Network Rail管理的鐵路車站之一，在近年車站的乘客數持續增加。车站的大部分被列为一级登录建筑。
布里斯托尔圣殿草地站是布里斯托尔市重要的公共交通枢纽。除了火车服务外，还有通往城市和周边地区的巴士线路，以及沟通市中心的渡轮。布里斯托尔的另一个主要车站--布里斯托尔机场站位于郊区的北郊。
客运列车仅使用8条轨道，月台编号为1至15号。大部分月台的两端分别编号，东端为奇数，西端为偶数。2号站台不为旅客列车提供信号，同时不存在14号站台。在西蒙·詹金斯的《英国100个最佳火车站》（Britain's 100 Best Railway Stations）一書中，该站是仅有的10个被评为五星的车站之一。

## 历史
圣殿草地（Temple Meads）这个名字来源于附近的圣殿堂。该教堂在二战期间被炸掉屋顶。这个词是的衍生词，是旧英语的变体，指的是雅芳河边的水草地，是Temple教区的一部分。截至1820年，该地块是老城边界外的未开发的牧场，离商业中心有一段距离。它位于浮动港和城市的牛市之间（牛市建于1830年）。

### 初代车站
最初的总站建于1839－1841年，是为布里斯托尔的第一条客运铁路大西部铁路（GWR）而建，由铁路工程师伊桑巴德-王国-布鲁内尔（Isambard Kingdom Brunel）设计。车站建在高架桥上，使其高于浮动港（布里斯托港）和雅芳河（River Avon）的水平，后者通过一级文物保护建筑Avon橋穿过。车站有一个200英尺（61）的火车棚，在月台外延伸了155英尺（47），成为一个储藏区和发动机棚，前面是一座都铎式风格的办公楼。1840年8月31日，前往巴斯的火车服务开始运行，1841年6月30日，随着Box隧道的建成，火车服务延伸至帕丁顿。
1841年6月14日，布里斯托爾和埃克塞特鐵路(B&ER)开通了通往帕丁顿的服务，其列车在GWR车站倒车进出。1844年7月8日，布里斯托和格洛斯特铁路开通，1845年7月1日被米德兰铁路(MR)接管。这两条新的铁路都是由布鲁内尔设计的，最初都是宽轨距铁路，布鲁内尔还设计了布里斯托爾和南威爾斯聯合鐵路，但直到1863年8月25日，也就是他去世近4年后才开通。

### 布里斯托和埃克塞特火车站

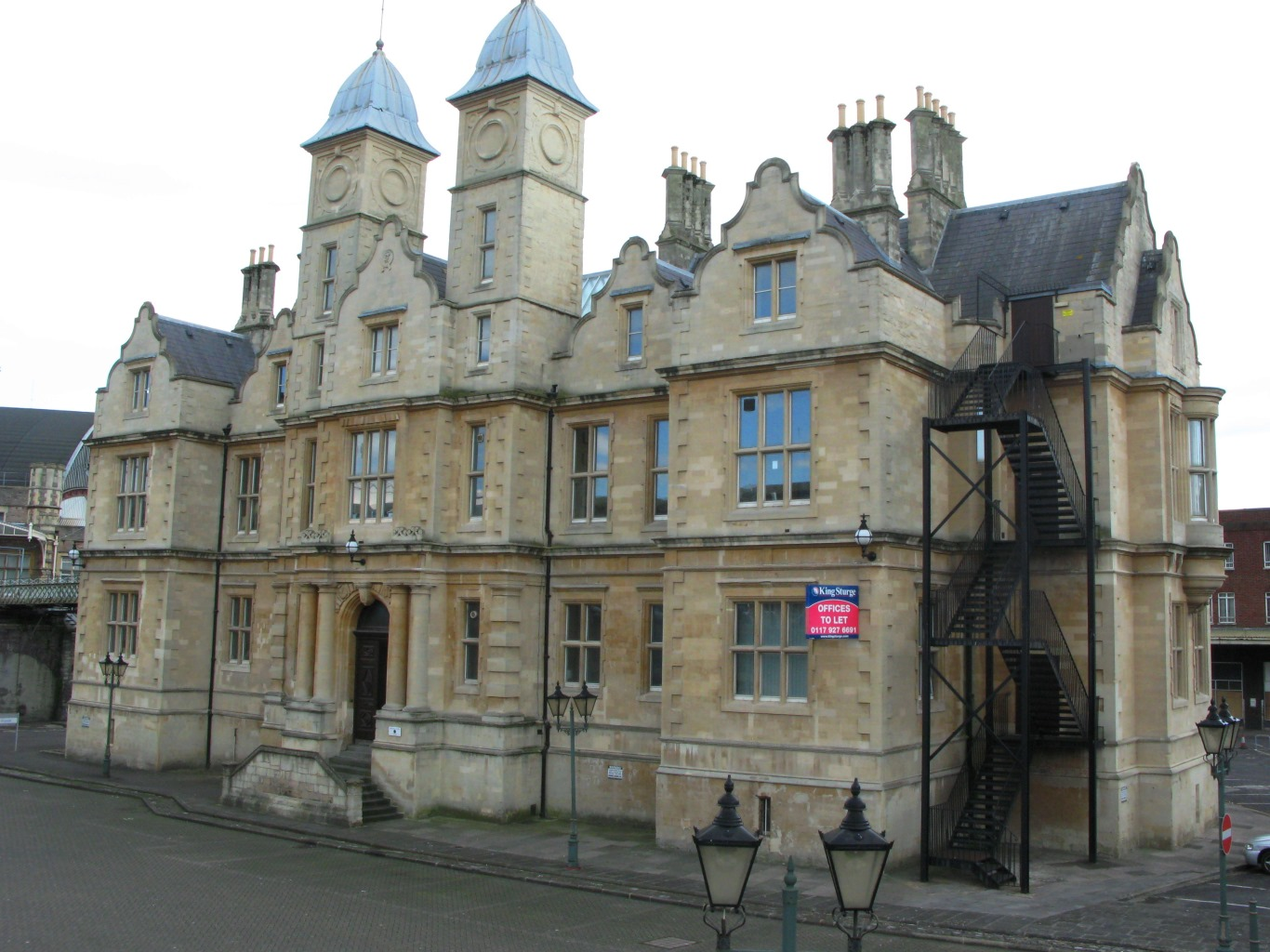
布里斯托-埃克塞特火车站

1845年，布里斯托和埃克塞特鐵路（B&ER）的火车站在大西铁车站垂直的位置建造了自己的车站，并在弯道上建造了一个连接两条线路的“快速站台”，使直通列车不再需要倒车。1867年4月18日，布里斯托和波提斯海德码头和铁路公司在布里斯托尔和埃克塞特线以西的布里斯托尔和埃克塞特线上开辟了一条支线，列车由布里斯托尔和波提斯海德站运营，并使用本站站台。
1850年，在Avon河南岸的Avon线东侧到B&ER站的线路上开辟了一个机车棚，1859年至1875年期间，该机车棚的车间里制造了23台機車，其中包括几台独具特色的布里斯托尔和埃克塞特铁路公司的4-2-4T机车。

### 货站
西印度洋船队在车站北侧的浮动港附近建造了一个326乘138英尺（99乘42）的货棚，并在浮动港旁边的北侧建造了一个小码头，用于向驳船转运货物（不是海船，因为码头在布里斯托尔桥的上游）。马车必须用吊车将货物降到12英尺（3.7）以下的货棚。1872年3月11日，布里斯托尔港铁路以三条铁路联合运营的形式直接连接到了港口，该铁路在客运站和货场之间，在桥上横穿街道，在通往布里斯托尔桥下游的码头时，从圣玛丽-雷德克里夫教堂的教堂下面的隧道中穿过，然后进入了一条隧道。
1850年起，B&ER在Pylle Hill（车站南面）设有货场，1858年起，MR在浮动港对面的Avonside Wharf设有独立货场。

### 换轨规
1854年5月29日，米德兰铁路公司在其通往格洛斯特的线路上铺设了第三条铁路，以提供混合轨距，使其可以运营4英尺8英寸1/2英寸（1,435毫米）的标准轨距客运列车，而宽轨距的货物列车仍可开往布里斯托尔以北的矿场。在南威爾士交界處的側翼，可讓列車在兩個不同軌道的車皮之間轉運。但在1873年9月3日，GWR继续使用宽轨距的列车，但在1873年9月3日，GWR开通了标准轨距的布里斯托尔和北萨默塞特铁路。这条铁路在伦敦线上有一个离车站近1⁄2英尺（0.15）的交叉口，因此混合轨距被延伸到了那里。第二年，随着威尔特、萨默塞特和韦茅斯铁路改成标准轨距，混合轨距铁路在巴斯以外的地方继续铺设。1875年5月16日，混合轨距列车通过Box Tunnel铺设，因此标准轨距列车可以开往伦敦，但坦普尔米兹以西保留了宽轨距，从伦敦开往彭赞斯和其他德文郡和康沃尔郡车站的直通列车继续使用宽轨距。
1875年6月1日，B&ER将通往Taunton的线路改成混合轨距，但直到1876年3月1日，即B&ER与GWR合并后的三个月后，才将通往Exeter的其余线路改成混合轨距。Exeter以外的其余线路在1892年5月21日被改成了标准轨距，因此Temple Meads的额外铁轨就废弃了，并被拆除了，留下了一个纯粹的标准轨距布局。这使得直通站得以重建，并增加了两个月台面。

### 1870年代扩张
新开的铁路线路使布鲁内尔设计的总站的两个140碼（130）的短月台受到了压力，于是提出扩建车站计划。1865年，议会通过了一项授权法案，在1871年至1878年间，车站进行了大规模的重建。布鲁内尔时代的月台向伦敦方向延伸了212碼（194），并在快车站台的原址上建造了一个新的三站台直通站，而B&ER站则被关闭，并将其作为新的马车棚。这项工作通常被归功于布鲁内尔的前合伙人马修-迪格比-怀亚特，但在车站联合委员会的会议记录中没有任何文献证据证明他参与了这项工作。图纸上唯一的签名是布鲁内尔的工程师弗朗西斯-福克斯的签名，新的直通月台上方的弧形锻铁火车棚在月台墙上有500英尺（150）长。货车库重建时，从Temple Meads东端的陡峭的坡度取代了不方便的马车葫芦，这使得货棚内的边线与原来的走线成直角，驳船码头被填平了。
布里斯托尔和南威尔士联合铁路和米德兰线的列车从终点站站月台上运行，而GWR使用新的直通月台。新工程的基本建设成本为4/14 GWR/B&ER和10/14 MR，运营成本为GWR 3/8、MR 3/8和B&ER 2/8。因此，当1876年GWR吸收B&ER时，直到1948年1月1日国有化后，GWR被拆分为GWR 5/8，MR（后来的LMS）3/8。

### 二十世纪
1924年，货场重建了15个平台，每个平台长575英尺（175）。提供了大型仓库和地窖空间来储存货物，尽管这时在卡农斯沼泽的另一个城市中心货场已经开业。
1930年至1935年间，在GWR的首席建筑师P E Culverhouse的指导下，以装饰艺术风格扩建了直通站，向东跨过旧的牛市场，向南跨过牛市场路和雅芳河新切口的新桥。这为增加5个直通式月台面腾出了空间，同时拆除了火车棚中间狭窄的岛式月台，使主站台的上、下站台都得到了加宽和加长。所有接近Temple Meads的线路都被拓宽为4条轨道，以增加灵活性。
同时，4个手动信号箱被3个自动信号箱取代，而信号灯和机械点连线也被彩灯和点电机取代。新的Bristol Temple Meads East信号箱是GWR上最大的一个信号箱，由三名信号员在一名实习生的协助下操作368个微型杠杆。另外两个箱体位于布里斯托寺庙草原西侧，控制进出新的巴斯路车厂。1934年取代了旧的B&ER机车厂。

### 二战后
二战期间，该站遭到轰炸，导致1941年1月3日售票处上方的钟楼木质尖顶棚被毁。1960年，煤气灯被荧光灯取代。
布里斯托尔面板信号箱建在14号站台的原址上。开通后，它控制着114英里（183）的线路上的280个多面信号和243个电机工作点，是当时英国铁路公司最大的单一信号箱控制的区域。
这个信号箱的建设于1970年完成，涉及到19世纪70年代Brunel总站扩建工程的近一半被拆除，并完全封锁了通往老站的铁路通道。
1972年，布里斯托大道站开通。它位于郊区的北郊，靠近M32高速公路，主要是长途列车。
20世纪60年代末，皇家邮政在车站北端建造了一个邮件传送带，对外观影响很大。2000年5月，皇家邮政将其活动转移到位于费尔顿的英格兰西部邮件中心，并在2000年5月布里斯托尔帕克威站旁的Railnet枢纽站启用后，该站停用多年，最终在2014年10月至12月间分阶段拆除，并被拆除。
1990/91年，InterCity公司花费200万英镑对主车棚进行了翻新，另外花费700万英镑对车站的一些老旧区域进行了修复，包括翻新地铁和建造新的零售点。1935年的两个月台岛中较短的一个自1960年代以来一直只用于包裹运输，但在这次工程中临时恢复了乘客使用。该月台岛在2001年被完全修复，供乘客使用。
1998年8月，一项为期15个月、耗资700万英镑的工程开始进行外墙、钟楼、屋顶和铺装工程。作为这项工程的一部分，在Abbots Leigh重新开放了原来开采白云石的采石场。

### 碧清关停
1959年11月2日，旧的北萨默塞特线的客运服务停止。
1963年碧清博士的《英国铁路的重塑方案》提出，更多的铁路被关停。
1964年1月6日，布里斯托港铁路到本站的连接线被关闭；
1964年9月7日，开往Portishead的客运列车被撤消；
1964年11月23日，城市北部的大部分地方服务被撤消。
翌年，米德兰线到格洛斯特的短途列车被撤销，
经曼戈斯菲尔德（Mangotsfield）到巴斯格林公园的米德兰线于1966年3月7日关闭。
St Anne's Park和Saltford方向的线路上的St Anne's Park和Saltford到1970年1月5日才结束。
1965年9月12日，尽头式月台被关闭。这使得月台被重新编号，新号大约是倒序的。
次年2月，多余的火车棚变成了一个有盖的停车场，但从1989年到1999年，原来的（布鲁内尔）部分是一个互动科学中心，被称为“探索馆”（The Exploratory）和展览空间。
从2002年到2008年，它是大英帝国和英联邦博物馆的所在地，截至2016年，该车棚现在被称为“乘客车棚”（Passenger Shed），是举办会议和婚礼等活动的场所。
| 旧 | 新     | 位置                                    |
| -- | ------ | --------------------------------------- |
| 1  | 15     |                                         |
| 2  | 13     |                                         |
| 3  | 12     | West end                                |
| 4  | 11     | East end                                |
| 5  | 9 & 10 | East and west ends numbered differently |
| 6  | 7 & 8  | East and west ends numbered differently |
| 7  | 5      | East end in the main train shed         |
| 8  | 6      | West end beyond (new) platform 5        |
| 9  | 3      | East end in the main train shed         |
| 10 | 4      | West end beyond (new) platform 3        |
| 11 | 2      | West end bay                            |
| 12 | 1      | 东端到达月台                            |
| 13 | 关闭   | 西端到达月台                            |
| 14 | 关闭   | 东端出发月台                            |
| 15 | 关闭   | 西端出发月台                            |

### 企业区和再开发计划
布里斯托教堂区企业区，这是一个以本站为中心的企业区，占地70公顷（170英亩），于2011年发表、于次年启动。鐵路網公司是协调该区发展的合作伙伴，2012年11月，铁路路网公司宣布对车站进行1亿英镑的重新开发，将开放两个闲置的月台。车站引道将被改造成公共广场，车站的主入口也将移至北侧。车站东端铁轨上方的一座大桥在20世纪70年代为邮政交通而架设的大型桥梁于2014年圣诞节被拆除。2016年11月，布里斯托大学宣布，计划在车站东侧建设一个教堂区校园，取代之前被废弃的分拣室，该分拣室与车站之间的桥梁连接在一起。
布里斯托和埃克塞特楼已被TCN UK重新开发为中小型企业的商业中心。布鲁内尔站的一部分已经在市议会、布里斯托大学和英格兰西部地方企业合作组织的重建项目中找到了新的用途，2013年作为 "引擎棚 "开放，它是初创企业的创业孵化器。
2018年，在车站南面的布里斯托尔巴斯路牵引车维修厂旧址上建造一个可容纳12000人的场馆的计划被取消。

## 描述

### 站前

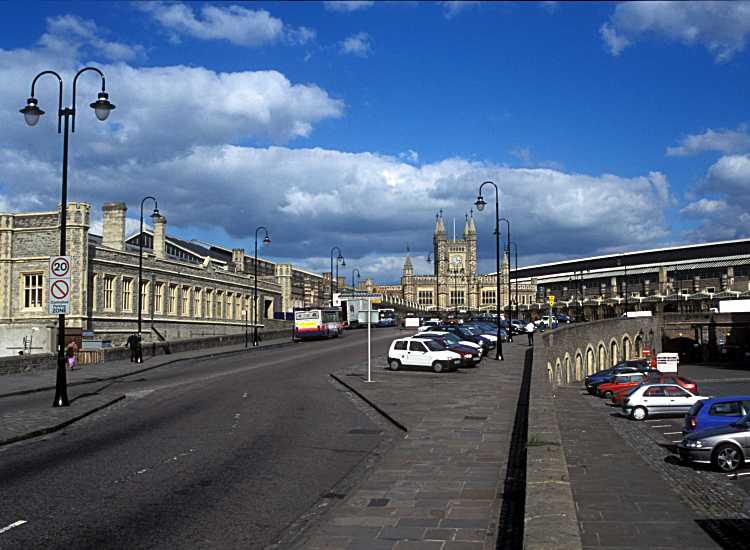
车站的入口直视着Fox的炮塔样式的1870年代的车站入口。左边是Brunel的原始车站的一部分，而Fox的1870年代的扩建部分则位于入口之间；现在的车站火车棚在入口的右边。

今日，旅客可以通过Temple码头办公区（在货棚原址上）或从布里斯托渡轮公司浮动港上的登船台到达车站。但以往，主要途径是从Temple Gate（教堂门）进入。Isambard Kingdom Brunel的都铎式办公室（后来被前大英帝国和英联邦博物馆使用）正对着这条路，北侧的拱门曾是出站旅客的主站，另一侧的拱门曾是到达口，但在19世纪70年代车站扩建时被拆除。
在这些办公室的对面，是建于19世纪70年代的Grosvenor Hotel和废弃的George Railway Hotel，位于布里斯托港铁路桥的两侧。在通往车站的道路上有一家名为 "鲁莽工程师"（The Recrckless Engineer）的现代酒馆，以纪念布鲁内尔。
站通道右侧是Samuel Fripp设计的B&ER办公大楼，在车站通道的右边，但在较低的楼层是Samuel Fripp设计的B&ER办公大楼；后面是20世纪30年代的 "Collett House"（以Charles Collett的名字命名）和一个废弃的包裹仓库。左边是布鲁内尔原来的车站建筑。火车棚宽72英尺(22米)，木制箱形框架屋顶，都铎式拱门上方的铸铁柱子伪装成锤梁。据称它是英国最宽的锤梁屋顶，与车站的大部分建筑一起，被列为一级文物，并成为大西部铁路世界文化遗产的一部分。
前面是有塔的主站大楼，右边是一个平坦的区域，标志着B&ER站的遗址。在这块区域下的隧道是1878年起至1935年车站扩建前的乘客往返Down月台的路线。

### 车站
进入主楼，正面前的是售票处和自动售票机，左边是Temple码头和轮渡的路线，右边是报刊亭，紧挨着月台入口。入口处的客户信息系统屏幕上显示着所有月台的到站和离站信息，各月台也有显示屏。
共有13号月台，共8条轨道。月台编号为1-15，省略了2号和14号。1号、13号和15号月台不与其他月台共用轨道。3-12号月台由5条轨道组成，每条轨道又细分为一对编号月台。其中，奇数号月台位于车站的北端，偶数号月台位于南端。所有月台都有信号灯，可供列车双向行驶，灵活的布局意味着任何线路的列车都可以使用车站的任何部分。
进入月台的入口由3号月台的自动检票口控制，很多北行的CrossCountry列车、前往布里斯托机场和格洛斯特的当地服务都是在此使用。主站的餐厅和酒吧在左边，而矮小的1号月台，也就是一个港湾，就在这之后。这里是塞汶海滩线列车最常使用的地方，但它的长度足以应付任何四节车厢的内燃机组列车。1号月台后面是一堵砖墙，是信号箱的一部分，上面有一些由有学习障碍的艺术家为庆祝2006年Brunel的200周年庆典而创作的金属艺术作品；附近还有一块解释板。1号站台外的高位护栏是布里斯托尔港铁路的支线，远处的巴顿山（Barton Hill）牵引车维修站就在布里斯托尔东站（前南威尔士站）旁边，那里是通往布里斯托尔公园路和巴斯的线路分流处。
入口处右侧是连接所有月台的地铁，可通过台阶或电梯到达；这里有主要的公共厕所、自动取款机（ATM）和几个餐饮店（除13-15号月台岛外，所有月台岛上都有餐饮店）。地铁的上方是乘客咨询处和休息室，英国交通警察办公室和自行车架在外面，西端是4号月台，只有少数列车使用。旁边是2号月台，这是另一个没有客运列车信号的月台，只用于停放空车，旁边的前Motorail卸货区也是如此。在这条轨道的尽头是旧的鱼码头，偶尔用于停放工程师的轨道设备。过了月台的尽头，铁轨向右转（西侧），从巴斯路桥下的视线中穿过，这是一座承载A4出城的梁桥。
第一个岛式月台包括5号至8号月台。5号月台位于主车棚内，6号月台是向南延伸，7号和8号月台是20世纪30年代在支撑墙外增加的。在5号和7号月台之间是两个支线月台，其长度足以停一台153级DMU。
第三个岛式月台由9号至12号月台组成，也是20世纪30年代的产物，它比5号至8号月台长，但西端月台上的高速列车的尾部会挡住东端月台的一部分，各种列车都在使用这些月台，包括往返伦敦帕丁顿和伦敦滑铁卢和韦茅斯的列车。
最后的岛式月台较短，只有东端13号和15号月台：15号月台被大多数从帕丁顿出发，继续向西开往Weston-super-Mare或更远的列车使用。13号月台是一个总站月台，许多从帕丁顿开来的列车、一些当地的列车以及偶尔有CrossCountry的列车使用。15号月台外还有一个护栏，曾经是巴斯路牵引车维修站的进出路。这个维修站已经被拆除了。在3/4和5/6号站台之间是上行线和中间护栏，后者通常在夏季的托尔贝快车之间用来停放Mark 1号车厢。下行线位于11/12和13号站台之间。
车站的北面是Arriva TrainCare的Barton Hill火车维修站，为CrossCountry的220/221级Voyagers、DB Schenker的66级机车和（夏季）运营Torbay Express的蒸汽机车提供服务。车站的东南方是圣菲利普斯马什车厂，为大西部铁路车队提供服务。从Temple Meads站的两端都可以到达。
其他设施包括付费电话、公共Wi-Fi、邮筒、照相亭，以及乘客协助服务，如信息点、候车室、失物室、急救室和闭路电视等。

## 客运量
本站是布里斯托地区最繁忙的车站。官方统计数据显示，该站的客流量在全国铁路车站中排名第35位，是伦敦以外最繁忙的车站。2009年4月起的一年与2002年4月起的一年相比，估计客流量增加了52%。
|       | 2002–03   | 2004–05   | 2005–06   | 2006–07   | 2007–08   | 2008–09   | 2009–10   | 2010–11   | 2011–12    | 2012–13    | 2013–14    |
| ----- | --------- | --------- | --------- | --------- | --------- | --------- | --------- | --------- | ---------- | ---------- | ---------- |
| 到    | 2,590,543 | 2,823,258 | 3,039,104 | 3,279,898 | 3,541,946 | 3,914,814 | 3,937,843 | 4,204,670 | 4,442,313  | 4,549,684  | 4,761,420  |
| 发    | 2,586,575 | 2,818,114 | 3,027,136 | 3,268,961 | 3,540,152 | 3,914,814 | 3,937,843 | 4,204,670 | 4,442,313  | 4,549,684  | 4,761,420  |
| 中转  | unknown   | 798,961   | 856,644   | 917,595   | 845,178   | 890,706   | 979,955   | 1,107,555 | 1,327,179  | 1,386,664  | 1,434,465  |
| Total | 5,177,118 | 6,440,333 | 6,922,883 | 7,466,454 | 7,927,276 | 8,720,334 | 8,855,641 | 9,516,895 | 10,211,805 | 10,486,032 | 10,957,305 |

统计数据涵盖4月份开始的12个月期间。

## 线路
大西部铁路公司经营着通往伦敦帕丁顿的主线服务和通往卡迪夫和威尔士南部海岸的长途服务，以及通往Weston-super-Mare、Taunton、Gloucester和Severn Beach线的短途服务。
CrossCountry服务向南至佩恩顿、普利茅斯和彭赞斯，向北至伯明翰、德比、曼彻斯特、利兹、爱丁堡、格拉斯哥和阿伯丁。

### 巴士
Temple Meads有许多由First West of England运营的公共汽车，其中包括。
- A1: 到布里斯托尔机场
- 1：至布鲁姆山和克里布斯堤
- 2：至斯托克伍德和克里布斯堤防
- 8、9：通往克利夫顿和雷德兰的环形路线
- 39/349/X39：经Keynsham(39/349)、Saltford前往Bath
- 70:至英格兰西部大学，Frenchay
- 73: 经市中心、Filton、Bradley Stoke、Patchway，至Cribbs Causeway
- 178: Radstock经Keynsham
- 376：经Wells至Street

### 轮渡
轮渡服务由布里斯托轮渡船和七号船务公司运营，在车站外的浮动港靠岸站停靠。该航线连接布里斯托尔桥、市中心的St Augustine's Reach、SS Great Britain和Hotwells。

## 近年发展
First Great Western公司在大西铁特许经营权中行使了一项中断条款，从而避免了向交通部支付巨额的车站设施更新费。
随着特许经营权于2013年3月结束，该公司被公开招标，城际西海岸特许经营权竞争的失败，该计划被取消。
随后，第一大西铁与交通部谈判达成了一份新的合同，直到2015年9月。随后延长至2019年3月，未来几年内，高速列车将被新的800/801级城际快速列车取代，运力提升和智能售票。
从伦敦到布里斯托的大西部干线正在进行电气化改造。然而，由于成本超支和延误，2016年11月8日，政府宣布，该计划的几项内容将被推迟，包括Chippenham附近的Thingley Junction以西的电气化和布里斯托机场站以南的电气化。这将使Temple Meads没有电气化轨道，但新的日立超级快车是双模的，因此可以作为柴油车在布里斯托周围运行，并且在电气化工作完成后可以使用电力。"电气化计划并没有延伸到布里斯托以西，因此当地服务将继续使用柴油车，泰晤士河谷服务的165/166级级列车将取代当地服务的150/153/158级列车。
Portishead支线从帕尔森街（Parson Street）外的一个路口开始，沿雅芳河（River Avon）南侧的Portishead支线拟重新开放。该线建于19世纪60年代，但于1964年关闭了客运，使Portishead成为英国最大的没有火车站的城镇之一。该线路于2001年重新开放，为皇家波特伯里码头提供货运服务，而恢复客运交通被认为是大布里斯托地铁计划的一部分，该计划于2012年7月被批准，作为城市协议的一部分，地方议会将获得政府对资金的更大控制权。
地铁方案还可能会将Henbury环线重新开放给乘客，可能会有从Temple Meads经Clifton Down和Henbury到Bristol Parkway的服务。"环线的计划被英格兰西部联合交通委员会拒绝了，然而在2015年7月，布里斯托尔市议员投票决定将该决定发回委员会进一步讨论。
作为未来25年内改造车站的计划的一部分，该车站的屋顶将被翻新。2014年4月1日，网络铁路公司从第一大西站接管了该车站的管理。